# Liste der Monuments historiques in Montolivet
Die Liste der Monuments historiques in Montolivet führt die Monuments historiques in der französischen Gemeinde Montolivet auf.

## Liste der Objekte
| Bezeichnung                             | Beschreibung                             | Standort                        | Kennzeichnung | Schutzstatus | Datum | Bild |
| --------------------------------------- | ---------------------------------------- | ------------------------------- | ------------- | ------------ | ----- | ---- |
| Skulptur des heiligen Eligius von Noyon | Holz, polychrom gefasst, 16. Jahrhundert | in der Kirche St-Ferréol (Lage) | PM77002516    | Inscrit      | 1977  |      |
| Skulptur des heiligen Martin            | Holz, polychrom gefasst, 16. Jahrhundert | in der Kirche St-Ferréol (Lage) | PM77002517    | Inscrit      | 1977  |      |
| Skulptur eines Reiters                  | Holz, 16. Jahrhundert                    | in der Kirche St-Ferréol (Lage) | PM77001202    | Classé       | 1971  |      |